# Algimantas Kaminskas
Algimantas Kaminskas (Pseudonym Krinčius; * 5. August 1957 in Kaunas) ist ein litauischer Schachspieler.

## Leben
Nach dem Abitur an der Mittelschule absolvierte Kaminskas 1979 das Diplomstudium der Pädagogik am Valstybinis pedagoginis institutas in Vilnius. Von 1979 bis 2008 arbeitete er als Lehrer und leitete die Antanas-Vienažindys-Hauptschule Krinčinas als Direktor in der Rajongemeinde Pasvalys. Ab 2001 war er historischer Journalist, Übersetzer und Autor der Bücher über die Geschichte.
Von 1972 bis 1976 war sein Trainer Jonas Žiniauskas. 1987 wurde Kaminskas litauischer Einzelmeister im Fernschach, 1989 Vizemeister und 1992 belegte den 3. Platz bei der litauischen Einzelmeisterschaft im Fernschach. 1990 wurde er zum nationalen Meister und 1998 zum Internationalen Fernschachmeister ernannt.

## Bibliographie
- Vienas prieš pasaulį / 25-eri korespondencinių šachmatų metai (2006)